# Iwan Anatoljewitsch Sawin
Iwan Anatoljewitsch Sawin (russisch Иван Анатольевич Савин; * 4. Januar 1981 in Tscheljabinsk, Russische SFSR) ist ein russischer Eishockeyspieler, der zuletzt bei Awtomobilist Jekaterinburg in der Kontinentalen Hockey-Liga unter Vertrag stand. 

## Karriere
Iwan Sawin begann seine Karriere als Eishockeyspieler beim HK Metschel Tscheljabinsk, für den er von 1998 bis 2001 in der russischen Superliga aktiv war. Da er sich dort jedoch nicht durchsetzen konnte, wechselte er 2001 zu deren Stadtrivalen HK Traktor Tscheljabinsk in die zweitklassige Wysschaja Liga, mit denen er in der Saison 2005/06 in die Superliga aufstieg. Dennoch wechselte er nach dem Aufstieg zum HK MWD Twer. Im Sommer 2007 erhielt der Verteidiger einen Vertrag beim amtierenden Meister HK Metallurg Magnitogorsk, mit dem er 2008 den IIHF European Champions Cup gewann. Seit der Saison 2008/09 spielte Sawin für den HK Spartak Moskau in der neugegründeten Kontinentalen Hockey-Liga. 2010 kehrte er nach Tscheljabinsk zurück, ehe er zur Saison 2011/12 von Neftechimik Nischnekamsk verpflichtet wurde.
Im Dezember 2011 wechselte er zu Awtomobilist Jekaterinburg, wo sein laufender Vertrag im August 2012 aufgelöst wurde. 

## Erfolge und Auszeichnungen
- 2006 Aufstieg in die Superliga mit dem HK Traktor Tscheljabinsk
- 2008 IIHF-European-Champions-Cup-Gewinn mit dem HK Metallurg Magnitogorsk

## Statistik
(Stand: Ende der Saison 2010/11)